# Il canale di Gravelines, in direzione del mare
Il canale di Gravelines, in direzione del mare (Le Chenal de Gravelines, direction de la mer) è un dipinto a olio su tela (73x93 cm) realizzato nel 1890 dal pittore francese Georges-Pierre Seurat.
È conservato nel Museo Kröller-Müller.